# Daniel Galera
Daniel Galera, född 13 juli 1979 i São Paulo, är en brasiliansk författare, översättare och förlagsredaktör. Han debuterade 2001 (novellsamling). 2014 kom hans roman Med blod i skägget (original: Barba ensopada de sangue) i svensk översättning.

## Biografi
Daniel Dalera föddes 1979 i São Paulo men växte upp i Porto Alegre. 2005 flyttade han tillbaka till São Paulo, och efter en tid i Santa Catarina är han åter bosatt i Porto Alegre.
Galera publicerade under åren 1996–2001 olika sorters texter på Internet. Han gjorde sig samtidigt bekant genom sina tre år som kolumnist på det litterära fanzinet Cardosonline (COL).
2001 utkom hans första bok, novellsamlingen Dentes guardados ('Lagrade tänder'), på det nystartade alternativförlaget Livros do Mal. Två år senare publicerade samma förlag Galeras första roman, Até o dia em que o cão morreu ('Tills dagen då hunden dog'). Därefter har han skrivit ytterligare tre romaner, utgivna på det etablerade förlaget Companhia das Letras.
2012 års Barba ensopada de sangue handlar om en ung simmare som besöker en badort under lågsäsong, i sitt bearbetande av faderns självmord. Romanen kom 2014 ut i svensk översättning, under titeln Med blod i skägget, samtidigt som Galera besökte Bokmässan i Göteborg i samband med det brasilianska temat på årets mässa.
Förutom som författare är Galera även verksam som översättare. Sedan 2003 har han bland annat översatt romaner och seriealbum av Robert Crumb, Irvine Welsh, Hunter S. Thompson, Zadie Smith, Chris Ware och Jack London till portugisiska.

## Betydelse
Daniel Galera anses av litteraturkritiker som en av de mest inflytelserika unga brasilianska författarna. Han är en av grundarna av förlaget Livros do Mal, och flera av hans verk har bearbetats till pjäser och filmer.
Galeras verk finns översatta till bland annat franska, engelska, tyska och svenska.

## Biografi
(originalutgåvor samt översättningar till svenska – med indrag)

### Egna böcker
- 2001 – Dentes guardados ('Lagrade tänder', novellsamling]), Livros do Mal,
- 2003 – Até o dia em que o cão morreu ('Tills dagen då hunden dog', roman), Livros do Mal
- 2006 – Mãos de Cavalo ('Hästhänder', roman), Companhia das Letras
- 2008 – Cordilheira ('Bergskedjan', roman), Companhia das Letras
- 2012 – Barba ensopada de sangue (roman), Companhia das Letras
  - 2014 – Med blod i skägget, Norstedts, ISBN 9789113052670 (svenska)

### Antologier
- 1999 – Literatura Século XXI, vol. 2, Blocos
- 2000 – Contos de oficina 24, WS
- 2004 – Os cem menores contos brasileiros do século, Ateliê Editorial
- 2005 – Contos de Bolso, Casa Verde
- 2005 – Sex'n'Bossa, Mondadori (Italien)
- 2006 – Lusofonica: La Nuova narrativa in Lingua Portoghese, La Nuova Frontiera (Italien)

## Utmärkelser
- 2003 –  "Prêmio Açorianos de Literatura" för Årets förlag (Porto Alegre)
- 2012 – Granta Best of Young Brazilian Novelists
- 2013 – "Prêmio São Paulo de Literatura" för Årets bok (Barba ensopada de sangue)[7]

## Källhänvisningar
Den här artikeln är helt eller delvis baserad på material från engelskspråkiga Wikipedia, 13 september 2014.
1. 1 2 3 4  "Ranchocarne". Arkiverad 7 juli 2015 hämtat från the Wayback Machine. ranchocarne.org. Läst 3 juli 2015. (portugisiska)
2. ↑  Josefsson, Erika (2014-09-23): "Brasilien kliver fram". Arkiverad 6 oktober 2014 hämtat från the Wayback Machine. Nsk.se. Läst 5 oktober 2014.
3. ↑  Ferrari, Vanessa (2013-12-06): "Discovering Literary Talent in Brazil". publishersweekly.com. Läst 3 juli 2015. (engelska)
4. ↑  Metreau, Joel (2015-03-20): "Salon du livre: Daniel Galera, la voix d’une nouvelle génération d’auteurs brésiliens". 20minutes.fr. Läst 3 juli 2015. (franska)
5. ↑  "Blood-Drenched Beard: A Novel". thepenguinpress.com. Läst 3 juli 2015. (engelska)
6. ↑  Meyer-Krentler, Leonie (2013-10-09): "Brasiliens Poeten des Wandels". zeit.de. Läst 3 juli 2015. (tyska)
7. ↑  Márcia Abos (2013-11-25): "Prêmio São Paul".. Globo.com. Läst 23 september 2014. (portugisiska)